# شركات جامعية منبثقة
الشركات الجامعية المنبثقة (الشركات المنبثقة عن الجامعات أو الشركات المنبثقة الجامعية؛ أو الشركات الجامعية النشأة) (بالإنجليزية: University spin-offs)‏  هي نوع من الشركات الناشئة تعمل على تحويل الاختراعات التقنية التي طورت من خلال أبحاث جامعية، والتي قد تبقى دون استغلال في حال عدم تحويلها إلى منتجات أو خدمات عملية. وتعتبر صنف فرعي من المشاريع البحثية.
في معظم الدول، يمكن للجامعات المطالبة بحقوق الملكية الفكرية على التقنيات التي تم تطويرها في مختبراتها. يعتمد هذا النوع من الملكية الفكرية عادة على براءات الاختراع أو، في حالات استثنائية، حقوق الطبع والنشر . بالتالي، فإن عملية تأسيس الشركة الجامعية المنبثقة بصفتها مؤسسة جديدة تنطوي على نقل حقوق الملكية الفكرية إليها أو منحها ترخيصًا يرخص لها لاستخدام هذه الحقوق. تمتلك معظم الجامعات البحثية الحديثة الآن مكاتب لترخيص التكنولوجيا (TLOs)، والتي تُعنى بتسهيل ومتابعة هذه الفرص.

## حسب البلد

### الولايات المتحدة الأمريكية
في الولايات المتحدة الأمريكية، يسمح قانون بايه-دول للمؤسسات الجامعية بالسعي لامتلاك حقوق الاختراعات التي يُنجزها الباحثون في مؤسساتها باستخدام تمويل من الحكومة الفيدرالية. وكان النظام السابق يقتضي بأن يتم نقل حقوق الملكية الفكرية الناتجة عن تلك الاختراعات إلى الحكومة، بموجب عقود ومنح التمويل البحثي الفيدرالية، بغض النظر عن مكان عمل المخترعين. [بحاجة لمصدر]

## أمثلة على شركات جامعية منبثقة

### الولايات المتحدة الأمريكية
- أكاماي (معهد ماساتشوستس للتكنولوجيا)
- جوجل (جامعة ستانفورد)
- آي روبوت (معهد ماساتشوستس للتكنولوجيا)
- ماتلاب (جامعة نيو مكسيكو)

### الإتحاد الأوروبي
- بلاستيك لوجيك (جامعة كامبريدج)